# Ted (série télévisée)
 (janvier 2024).
La mise en forme du texte ne suit pas les recommandations de Wikipédia : il faut le « wikifier ».
Les points d'amélioration suivants sont les cas les plus fréquents. Le détail des points à revoir est peut-être précisé sur la page de discussion.
- Les titres sont pré-formatés par le logiciel. Ils ne sont ni en capitales, ni en gras.
- Le texte ne doit pas être écrit en capitales (les noms de famille non plus), ni en gras, ni en italique, ni en « petit »…
- Le gras n'est utilisé que pour surligner le titre de l'article dans l'introduction, une seule fois.
- L'italique est rarement utilisé : mots en langue étrangère, titres d'œuvres, noms de bateaux, etc.
- Les citations ne sont pas en italique mais en corps de texte normal. Elles sont entourées par des guillemets français : « et ».
- Les listes à puces sont à éviter, des paragraphes rédigés étant largement préférés. Les tableaux sont à réserver à la présentation de données structurées (résultats, etc.).
- Les appels de note de bas de page (petits chiffres en exposant, introduits par l'outil «  Source ») sont à placer entre la fin de phrase et le point final[comme ça].
- Les liens internes (vers d'autres articles de Wikipédia) sont à choisir avec parcimonie. Créez des liens vers des articles approfondissant le sujet. Les termes génériques sans rapport avec le sujet sont à éviter, ainsi que les répétitions de liens vers un même terme.
- Les liens externes sont à placer uniquement dans une section « Liens externes », à la fin de l'article. Ces liens sont à choisir avec parcimonie suivant les règles définies. Si un lien sert de source à l'article, son insertion dans le texte est à faire par les notes de bas de page.
- La présentation des références doit suivre les conventions bibliographiques. Il est recommandé d'utiliser les modèles {{Ouvrage}}, {{Chapitre}}, {{Article}}, {{Lien web}} et/ou {{Bibliographie}}. Le mode d'édition visuel peut mettre en forme automatiquement les références.
- Insérer une infobox (cadre d'informations à droite) n'est pas obligatoire pour parachever la mise en page.

Pour une aide détaillée, merci de consulter Aide:Wikification.
Si vous pensez que ces points ont été résolus, vous pouvez retirer ce bandeau et améliorer la mise en forme d'un autre article.
Pour les articles homonymes, voir Ted.
Ted est une série télévisée comique américaine créée par Seth MacFarlane, basée sur le film éponyme et diffusée depuis le 11 janvier 2024 sur Peacock. 
En France, elle sortira quelques mois plus tard, sur les plateformes Microsoft Store et Apple TV+ avec un doublage français.
Troisième volet de la franchise Ted, il sert de préquelle aux longs métrages, avec Seth MacFarlane qui rempile sur le personnage principal.

## Synopsis
Se déroulant en 1993, entre la scène d'ouverture et l'intrigue principale de Ted (2012), la série relate les premières aventures d'un ours en peluche sensible nommé Ted, alors qu'il vit avec le jeune garçon de 16 ans John Bennett et sa famille à Framingham, Massachusetts. Ted est bientôt obligé d'aller à l'école avec John, ce qui cause toutes sortes de problèmes.

## Distribution

### Acteurs principaux
- Seth MacFarlane (VF : Serge Biavan) : Ted (voix et capture de mouvement)
- Max Burkholder (VF : Maxym Anciaux) : John Bennett
- Alanna Ubach (VF : Nathalie Homs) : Susan Bennett, la mère de John.
- Scott Grimes (VF : Christophe Lemoine) : Matty Bennett, le père de John.
- Giorgia Whigham (VF : Zina Khakhoulia) : Blaire Bennett, la cousine de John.

### Acteurs récurrents
- Marissa Shankar : Sarah
- Ara Hollyday : Andrew
- Liz Richman : Polly
- Jack Seavor McDonald : Clive
- Julius Sharpe (en) : M. George
- Penny Johnson Jerald : la directrice

### Invités
- Ian McKellen : le narrateur
- John Viener (en) : Dr Frankel
- Dana Gould : un prêtre
- Tim Russ : un médecin urgentiste
- Josh Stamberg : Pr Lucas Damon
- Audrey Wasilewski : Muriel
- Don Lake : Bert
- Mike Henry : un employé de banque

## Épisodes
1. Allez, dis oui, première partie (Just Say Yes)
2. Allez, dis oui, deuxième partie (Just Say Yes)
3. Mes deux papas (My Two Dads)
4. Trouble de l'éjection (Ejectile Dysfunction)
5. Métro, vélo, accro (Subways, Bicycles and Automobiles)
6. Recherche Susan désespérément (Desperately Seeking Susan)
7. Soirée agitée (Loud Night)
8. Le dernier des puceaux (He's Gotta Have It)